# Lea Padovani
Lea Padovani, född 28 juli 1920 i Montalto di Castro, död 23 juni 1991 i Rom, var en italiensk skådespelare som har gått till filmhistorien framför allt för ett antal rolltolkningar av mycket hög kvalitet i filmer av Edward Dmytryk, Giuseppe De Santis och Alessandro Blasetti. Padovani var utrustad med en osviklig känsla för det komiska i tillvaron, vilket gav henne många roller i lätta komedier av varierande kvalitet som hon ofta räddade med sin skarpsinniga ironi och sitt uttrycksfulla kroppsspråk. Hon gjorde även ett flertal roller i så kallade kostymfilmer men hade under en stor del av sin karriär svårt att hitta dramatiska filmroller som motsvarade hennes verkliga kapacitet som skådespelare. Hon ägnade sig därför från mitten av 1950-talet successivt alltmer åt skådespelande på teaterscenen och i TV.

## Biografi

### Ungdomsåren och debuten på teaterscenen
Lea Padovanis födelseort Montalto di Castro ligger i Viterbo. Även hennes mor Ida Campanari var född i Viterbo, i Tuscania, som dotter till immigranter från Korsika. Leas far Ugo Padovani var däremot inflyttad från Vicenza i Veneto. Efter att ha avslutat sin skolgång med en klassisk mogenhetsexamen skrevs hon in vid Accademia d’arte drammatica di Roma där hon studerade scenkonst 1942–44.
Padovani gjorde sin scendebut 1 september 1944 på Quattro fontane-teatern i Rom som subrett i revyn Cantachiaro med Anna Magnani och Carlo Ninchi som huvudaktörer. Del 2 av föreställningen gavs 1945 men då utan Padovani som Erminio Macario direkt efter debutsäsongen rekryterat till en huvudroll som sin motspelare i Mario Amendolas revy Febbre azzurra. Föreställningarna var succéartade men sågs inte med blida ögon av Padovanis mentor Silvio D'Amico som ansåg att hon var en alldeles för bra skådespelare för att dansa runt lättklädd på en revyscen. D'Amico hade tillräckligt med inflytande för att kunna stoppa Padovanis fortsatta samarbete med Macario, vilket han också gjorde efter en rätt hård ordväxling.
Lea Padovanis debut i mer seriösa teatersammanhang skedde 1946 i Un uomo come gli altri (originaltitel: Un homme come les autres) av den franske dramatikern Armand Salacrou. Hon fortsatte med seriösa roller i pjäser av flera andra utländska dramatiker: Jean Cocteau, Noël Coward och Denys Amiel. Kritikerna gav D'Amico rätt och menade att Padovani gjort bra ifrån sig på revyscenen men att hon faktiskt var ännu bättre i dessa mer kvalificerade roller.

### Filmkarriären
När filmregissören Carlo Campogalliani behövde en yngre kvinna med temperament för en roll i sin filmkomedi L'innocente Casimiro (1945) fick Erminio Macario frågan om han kände någon som var lämplig för rollen. Erminio rekommenderade då sin revypartner Padovani. Hon gjorde scenerna med kort varsel men kunde inte spela in dubbningen efteråt med anledning av D'Amicos veto mot hennes fortsatta samarbete med Macario. Lea Padovanis röst i debutfilmrollen är därför inte hennes utan Lydia Simoneschis. Nästa filminspelning innebar för Padovani ett möte med en annan snabbt stigande stjärna, Giuseppe De Santis. Han var en av manusförfattarna till Aldo Verganos neorealistiska klassiker Il sole sorge ancora (1946), där Padovani spelar en arbetarkvinna som väljer att blir partisan och delta i en väpnad kamp mot fascismen.
Verganos film blev en stor framgång, inte minst för Padovani som fick enbart positiva recensioner. De följdes snart av många erbjudanden om filmroller men nästan enbart i lätta komedier eller melodramer som hon egentligen inte var intresserad av. Efter fyra sådana fick hon, delvis på grund av sina goda kunskaper i engelska, erbjudandet om en huvudroll i Edward Dmytryks film Vi bygga i Babylon (1949), där hon spelar Annunziata, en italiensk invandrarkvinna i New York vid tiden för den stora börskraschen 1929. Filmen var i praktiken utesluten från Oscar-nomineringar eftersom Dmytryk var svartlistad i USA som kommunist och vid denna tid levde i självvald exil i Storbritannien. När den presenterades vid Filmfestivalen i Venedig fick Lea Padovani stående ovationer av publiken.

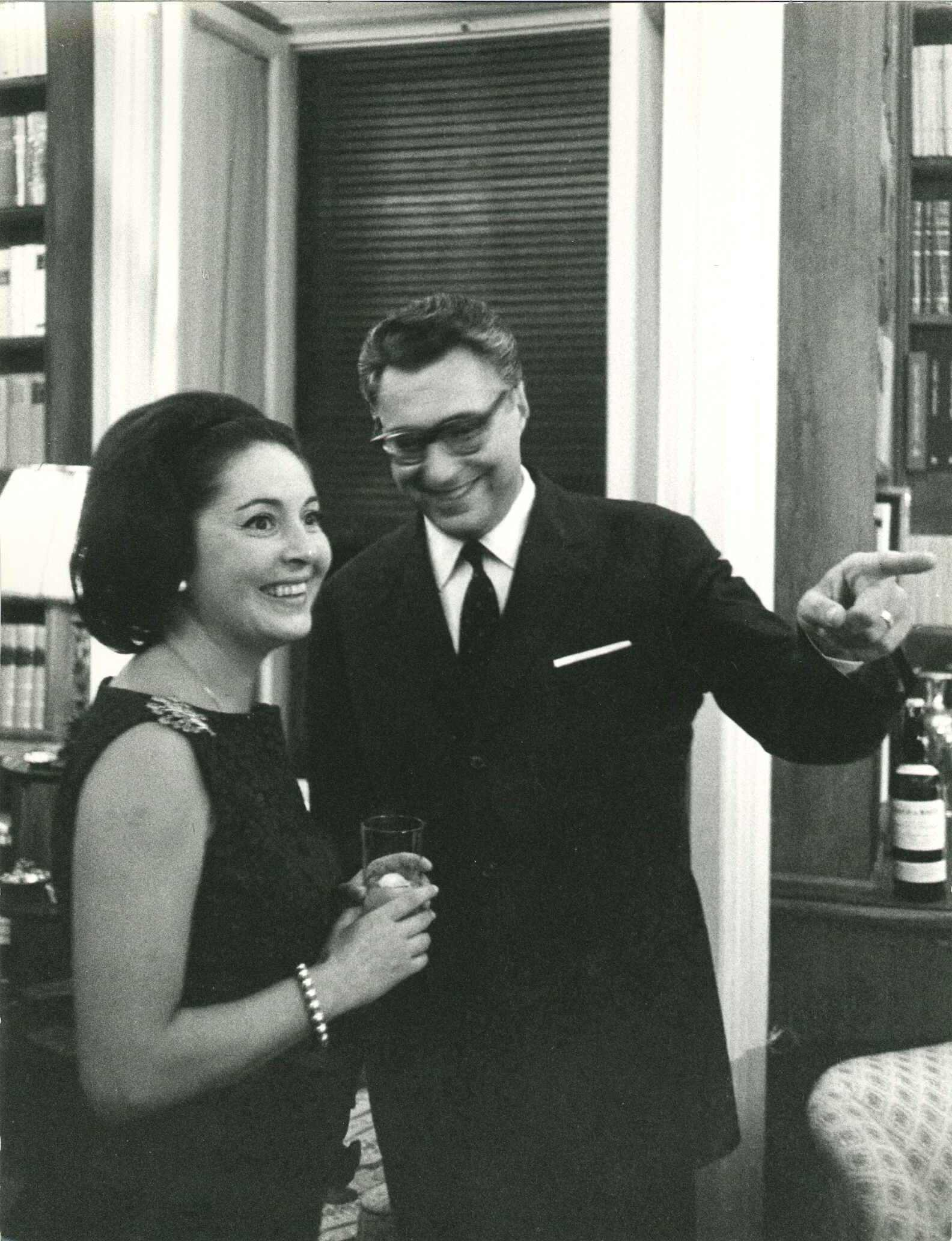
Lea Padovani 1963 tillsammans med Luigi Silori

Den internationella framgången säkrade erbjudanden om roller för Padovani men de som hon fick var under nästan hela 1950-talet i mer eller mindre banala filmer, vilket var en stor besvikelse för henne. Det fanns några undantag, vilka samtliga producerades under åren 1952–54, och kom att utgöra höjdpunkterna i Padovanis filmkarriär. Hennes rolltolkning av Caterina, en prostituerad på jakt efter ett annat arbete och ett bättre liv, i Giuseppe De Santis Rom klockan 11 (1952), var tveklöst en av hennes bästa prestationer på vita duken. En liknande roll, med omvänd riktning, fick hon i Aldo Fabrizis Una di quelle (1953) där hon gestaltar den skuldsatta änkan Maria Rossetti som har ett barn att försörja och är på glid från ett fattigt liv med tillfälliga jobb till yrket som prostituerad. Ytterligare en roll med samma tema erbjöds i Giuseppe Amatos film Donne proibite (1953) där Padovani spelar Franca, en av flera prostituerade som får tillfälle och anledning att omvärdera sitt yrkesval och sina liv när bordellen där de arbetar stängs för att en av kvinnorna har försökt ta sitt liv. 
Dessa tre roller tillsammans med en fjärde i Alessandro Blasettis episodfilm Tempi nostri (1954), där hon spelar en ung gift mor som på grund av ekonomiska problem tillsammans med sin man planerar att överge sitt nyfödda barn, gav slutligen Padovani en Nastro d'argento, det främsta italienska filmpriset, som tilldelades henne 1954 för hennes samlade prestationer inom filmen. Hos biopubliken var hon under hela 1950-talet mycket populär och många av de filmer hon själv ogillade, framför allt historiska kostymfilmer, blev stora kassaframgångar.

### TV och återgång till teaterscenen
Det begränsade utbudet av bra filmmanus gjorde att Padovani vid mitten av 1950-talet successivt började rikta sitt intresse mot andra scener, dels det nya TV-mediet, dels den klassiska teaterscenen där hon skördat sina första framgångar. Hon fortsatte att göra filmroller under hela 1960-talet och in på 1970-talet men de gjordes med professionell rutin och varken hon eller kritikerna tillmätte längre dem någon större betydelse. Något efter att hon gift sig med industrialisten Aldo De Franceschi 1970 slutade hon helt att arbeta med film.
Teaterkritikerna var mycket positiva till hennes återkomst på den klassiska scenen, som inleddes med att par pjäser av Luigi Pirandello. Under säsongen 1957–58 spelade hon i månader för utsålda föreställningar av Tennessee Williams pjäs Katt på hett plåttak, tillsammans med Gabriele Ferzetti och Gino Cervi. Hon gjorde senare under 1958 i London den av Williams för Anna Magnani skrivna rollen i en scenversion av Den tatuerade rosen i regi av Sam Wanamaker. Enligt kritikerkåren var Padovanis tolkning väl i paritet med Magnanis i filmen med samma namn. Padovanis karriär i TV inleddes i mitten av 1950-talet och kom att vara i mer än tre årtionden, successivt med allt längre uppehåll mellan framträdanden. Till största delen bestod den av teaterpjäser (ett 10-tal) som omarbetats för TV, men även serier och andra mindre åtaganden i olika typer av program.